# 北貝爾維爾 (印第安納州)
北貝爾維爾（英語：North Belleville）是位於美國印第安納州亨德里克斯縣的一個非建制地區。該地的面積和人口皆未知。